# Haptè

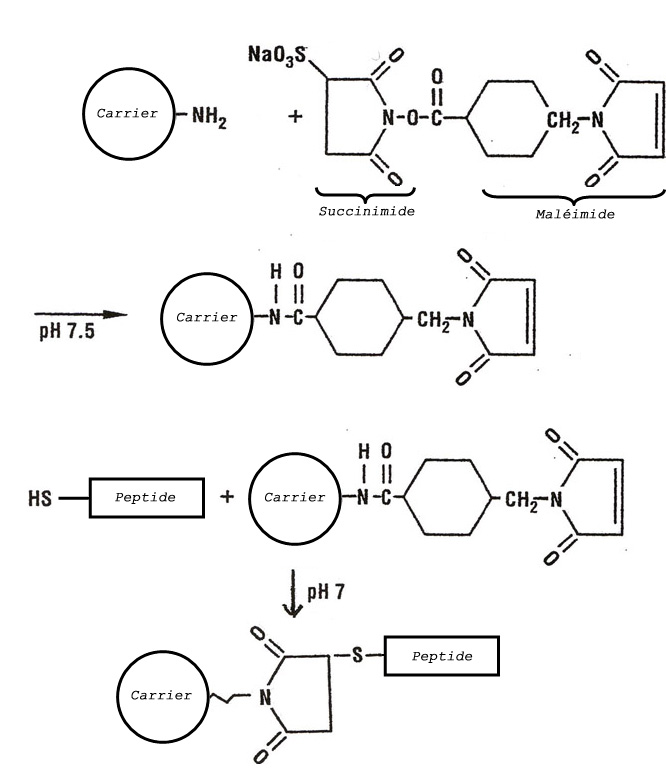
Procés d'unió d'un haptè al seu transportador o carrier. Amb diferents canvis de pH, l'haptè és capaç d'unir-se a un fragment molecular i donar lloc a un adducte, en aquest cas la maleimida.

Un haptè o hapté és una molècula petita que pot efectuar una resposta immunitària només quan es troba subjecta a un transportador gran (carrier) com una proteïna; el transportador no té per què desencadenar una resposta immunitària per si sol (en general, només molècules grans, agents infecciosos, o cossos estranys insolubles poden generar una resposta immunitària en el cos). Una vegada que l'organisme ha generat anticossos per a un adducte (format per un haptè i el corresponent transportador), l'haptè també pot ser capaç d'unir-se a l'anticòs, però normalment aquest fet no suposa l'inici de la resposta immunitària; normalment només l'adducte pot desencadenar-la. De vegades l'haptè fins i tot pot blocar la resposta immunitària que actuaria contra l'adducte a través de l'impediment d'unió de l'adducte amb l'anticòs, per un procés que rep el nom d'inhibició de l'haptè.
Els mecanismes d'absència de resposta immunitària poden variar i impliquen processos immunitaris complexos, però poden incloure l'absència o insuficiència de senyals coestimuladores de cèl·lules presentadores d'antigen.
El concepte d'haptè va sorgir del treball de Karl Landsteiner que també va ser pioner en l'ús d'haptens sintètics per estudiar fenòmens immunoquímics.

## Exemples d'haptens
Els primers haptens descoberts varen ser les anilines i els seus derivats carboxílics (els àcids o-, m-, i p-aminobenzoics).
Un exemple ben conegut d'haptè és l'urushiol, la toxina trobada dins el verí de les heures. Quan aquest verí és absorbit a través de la pell, l'urushiol experimenta oxidació en les cèl·lules dèrmiques per generar l'haptè, una molècula reactiva anomenada quinona, la qual aleshores reacciona amb altres proteïnes de pell i forma els adductes. Normalment, la primera exposició causa únicament una sensibilització, on hi ha una proliferació de limfòcits T col·laboradors. Després d'una segona exposició, els limfòcits prèviament proliferats esdevenen aquest cop activats i generen una reacció immunitària que causa les típiques butllofes davant l'exposició a verins d'heures.
Algun haptens poden induir malalties autoimmunitàries. Un exemple és la hidralazina, una droga que disminueix la pressió sanguínia i que ocasionalment pot produir lupus eritematós en alguns individus. Altres situacions també es donen en el mateix context i mecanisme, com per exemple l'aparició d'hepatitis greu a causa de l'halotà (gas anestèsic) o l'anèmia hemolítica a causa de la penicil·lina.
Altres haptens que s'utilitzen habitualment en aplicacions de biologia molecular inclouen la fluoresceïna, la biotina, la digoxigenina i el dinitrofenil.

## Inhibició d'haptens
La inhibició d'haptens és la inhibició d'una resposta d'hipersensibilitat de tipus III. En el procés inhibitori, les molècules d'haptè lliures s'uneixen als anticossos al voltant d'aquella molècula sense causar cap resposta immunitària, deixant menys anticossos lliures que puguin unir l'adducte immunogènic proteïna–haptè. Un exemple és el dextran 1, una fracció petita d'1 kilodalton de la molècula sencera de dextran, i el qual és suficient per a poder unir anticossos antidextran, però insuficient per a resultar en la formació de complexos immunitaris i respostes immunitàries efectives.